# مايا جاما
مايا إنديا جاما (/ˈmaɪə ˈdʒɑːmə/؛ من مواليد 14 أغسطس 1994) هي مذيعة تلفزيونية وعارضة ازياء بريطانية، وهي من أصل صومالي وسويدي.

## حياتها
ولدت جاما ونشأت في بريستول، حيث التحقت بمدرسة كوثام. جاما هي من أصل صومالي من جهة والدها ومن أصل سويدي من جهة والدتها، انتقلت إلى لندن في بريطانيا لاحقًا لتبدأ مهنتها كممثلة في سن ال 16 وحصلت على الجنسية البريطانية. سميت على اسم مايا أنجيلو.
بين عامي 2015 و 2019، واعدت جاما مغني الراب البريطاني سترومزي.